# Aubonne, Elveția
Aubonne este un oraș din districtul Morges, cantonul Vaud, Elveția.